# Alte Batterie (Neuss)

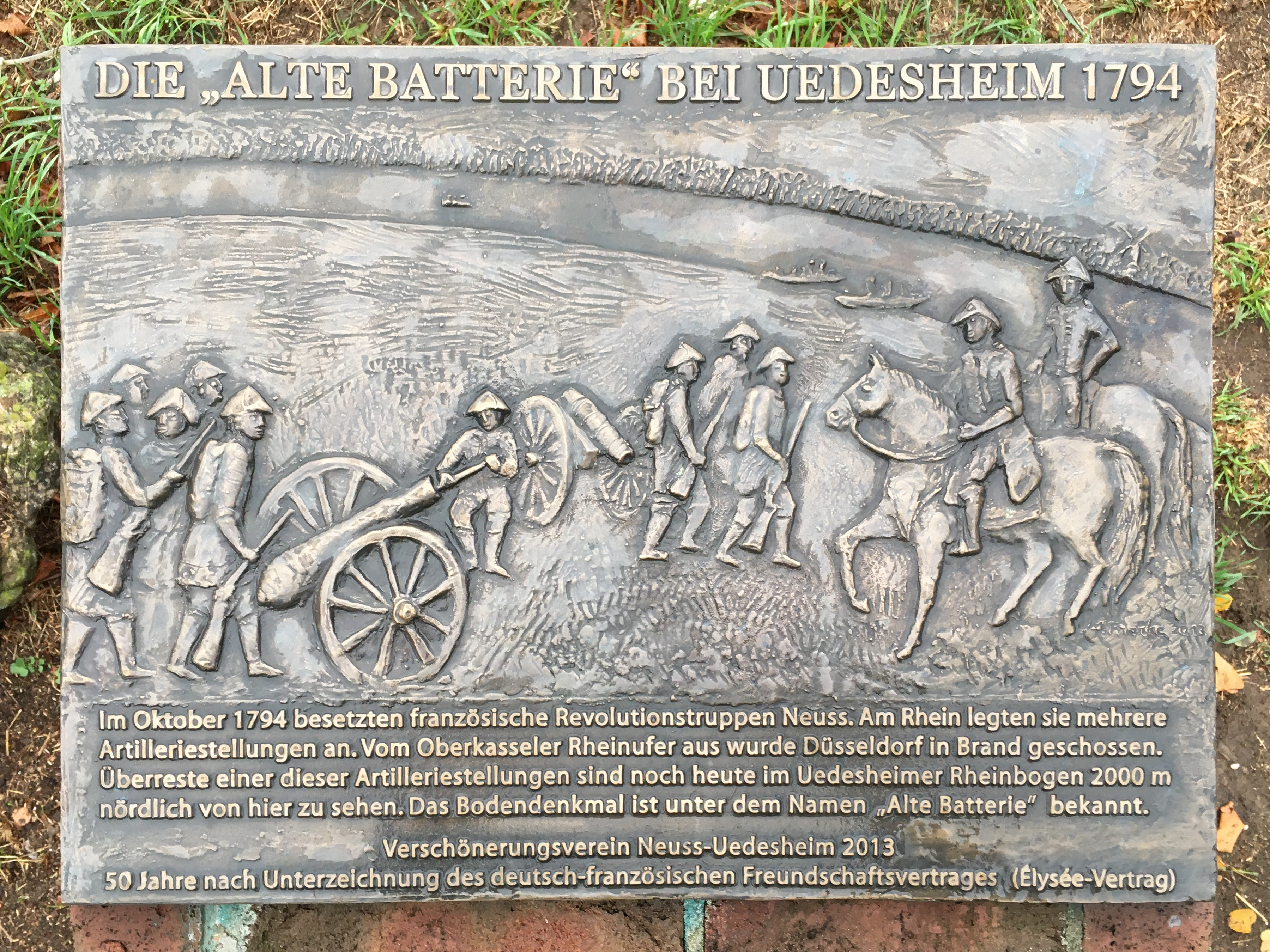
Gedenktafel

Die Alte Batterie befindet sich im Uedesheimer Rheinbogen am linken Rheinufer nordwestlich des Stadtteils Uedesheim von Neuss, ungefähr 700 Meter östlich der Fleher Brücke und etwa 150 Meter vom Rheinufer entfernt. Auf der anderen Seite des Rheins befinden sich die Düsseldorfer Stadtteile Bilk und Wersten. 
Es handelt sich um eine ehemalige Geschützstellung, die von Französischen Revolutionstruppen im Oktober 1794 als Teil der Grenzbefestigung des von der ersten französischen Republik besetzten Gebiets des linken Rheinufers angelegt wurde. Die Stellung hat eine Länge von etwa 100 m und eine Breite von etwa 15 bis 20 m und ist heute mit Sträuchern bewachsen. Sie ist als Bodendenkmal eingetragen.
Eine weitere Batterie der Franzosen befand sich an der Stelle des ehemaligen Forts Düsselburg, im Bereich der früheren Rheinstation des Alten Bahnhofs Oberkassel. Von dort aus wurde am Abend des 6. Oktober 1794 Düsseldorf beschossen, das voller Flüchtlinge war. In der Nacht vom 5. zum 6. September 1795 setzten die Franzosen bei Uerdingen und Hamm über den Rhein.